# 眾安街

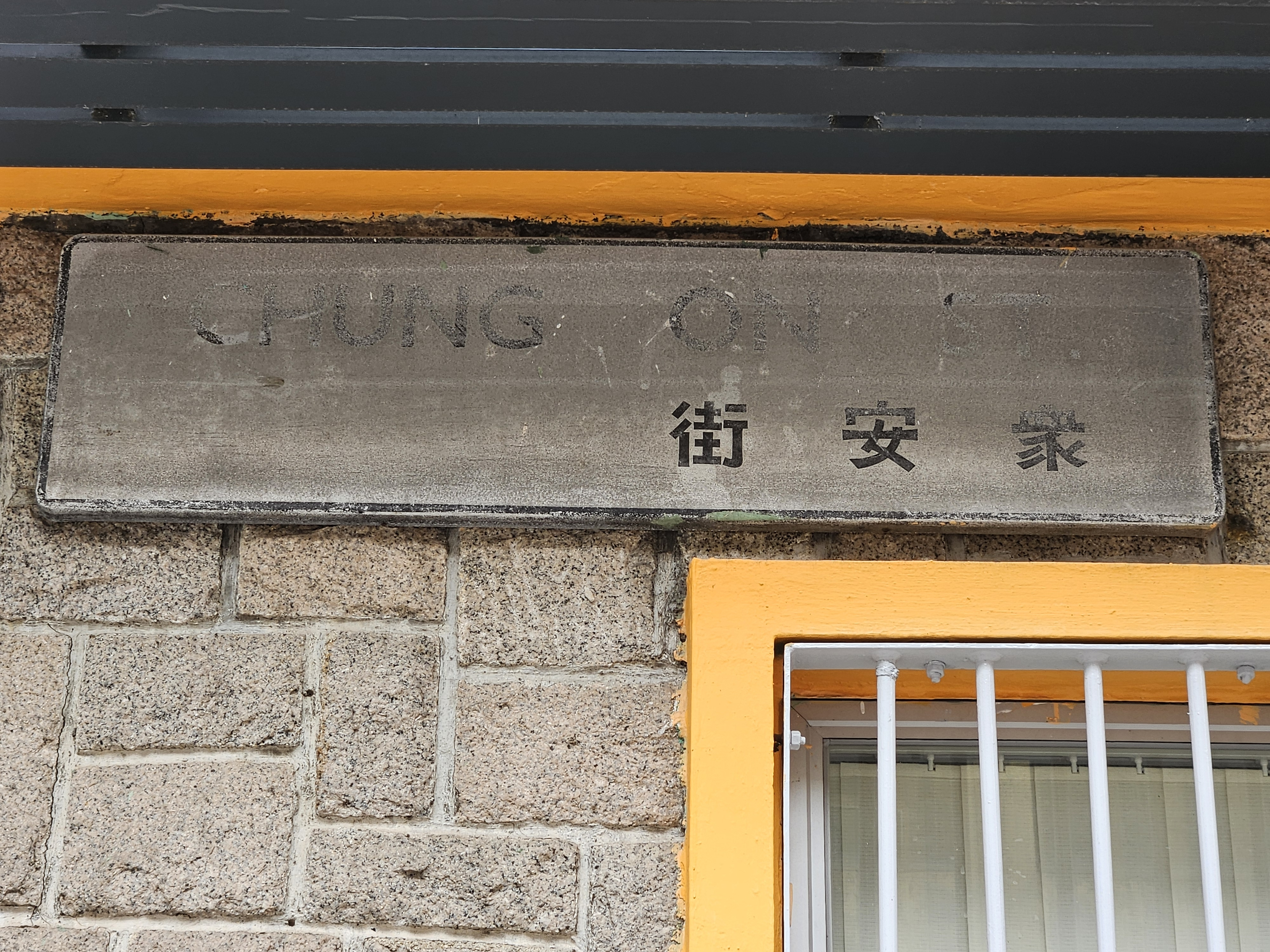
衆安街鋁質搪瓷長型街牌

眾安街（英語：Chung On Street）是香港一條道路，為荃灣市區主要幹道。它北至青山公路；南至楊屋道。1930年代第九、十屆新界鄉議局主席三棟屋鄉民陳永安開設「大眾茶樓」和「平安藥局」，眾安街即以此兩店命名。本街是化妝品連鎖莎莎國際（港交所：1978）及連鎖快餐店大快活（港交所：1972）、銀龍飲食（港交所：1990）的發源地。於鄰近荃灣城市廣場一帶珠寶店林立，所以將眾安街、川龍街及沙咀道發展成一項本土經濟項目，命名為荃灣珠寶金飾坊。

## 鄰近
- 荃灣街市街
- 荃灣街市
- 河背街
- 楊屋道
- 沙咀道
- 大鴻輝（荃灣）中心
- 荃灣千色匯
- 兆和街
- 德華街
- 賽馬會德華公園
- 青山公路

## 註腳
1. 1 2  .   [2019-02-06]. （原始内容存档于2011-12-11）.
2. ↑  《新界鄉議局史》，第118-119頁
3. ↑  .   [2010-09-04]. （原始内容存档于2020-05-22）.

## 外部連結
维基共享资源上的相關多媒體資源：眾安街
眾安街之特色